# LVF – Bacchiglione bis Tiziano
Die LVF – Bacchiglione bis Tiziano waren Dampflokomotiven der Lombardisch-venetianische Ferdinands-Bahn (LVF), einer privaten Bahngesellschaft Österreich-Ungarns.
Die acht Lokomotiven wurden von Günther/Wiener Neustadt 1847 an die LVF geliefert.
Sie erhielten die Namen BACCHIGLIONE, BRENTA, ADIGE, MINCIO, CABOTO, ORSEOLO, SANSOVINO und TIZIANO.
Die Südbahngesellschaft (SB) übernahm drei dieser Loks in ihren Bestand als Reihe 7.
1867 kamen die drei Lokomotiven zur Strade Ferrate Alta Italia (SFAI).